# Badische III a (alt)
Die fünf Fahrzeuge der Gattung III a der Großherzoglich Badischen Staatseisenbahnen waren Dampflokomotiven, die ursprünglich noch für 1600 mm Breitspur gebaut worden waren.
Mit der weiteren Vergrößerung des Streckennetzes im Rheintal wurden auch weitere Lokomotiven benötigt. Durch die Staatsbahn wurde ein Leistungs- und Verbrauchsprogramm aufgestellt. Die Lieferaufträge erhielten schließlich Kessler und die Maschinenfabrik Meyer. Die Fahrzeuge der letzteren wurden in die Gattung III b eingeordnet. Während des Baues arbeiteten beide Unternehmen zusammen, so dass sich die Loks nur geringfügig unterschieden.
Die Loks basierten auf der Konstruktion der EXPANSION der Gattung Ib. Mit den großen Treibräder von 1,83 m konnte eine hohe Geschwindigkeit erzielt werden. Jedoch erwiesen sich die Zugleistung als zu gering. So musste beim Anfahren auf der 1:250-Steigung bei Ettlingen mit sechs bis acht Mann nachgeschoben werden.
Die Lokomotiven waren mit Doppelinnenrahmen, Innenzylinder, Sharp-Kessel und einem halbrunden Stehkessel ausgestattet. Außerdem wurde eine Meyer-Expansionssteuerung mit Doppelschienen und für die Grundschieber eine Gabelsteuerung benutzt. 1846 erhielt die MURG eine Stephensonsteuerung. Die Fahrzeuge wurden wie alle damals vorhandenen badischen Lokomotiven 1854 auf Normalspur umgebaut und blieben noch bis in die 1860er Jahre im Einsatz. Beim Umbau wurden die Namensschilder der Lokomotiven MURG, KINZIG und NECKAR vertauscht.
Die Fahrzeuge hatten einen Schlepptender der Bauart 3 T 5,40.